# 地方公務員
地方公務員（ちほうこうむいん）は、地方公共団体に勤務し、地方公共団体の組織のなかで一定の地位を占め、地方公共団体に勤務を提供する反対給付として、報酬、給料、手当などを受けている者をいう。地方公務員法第2条の規定では、「地方公共団体のすべての公務員」を地方公務員と定義している。かつては、国家公務員を官吏と称したのに対して、地方公務員を公吏（こうり）と称した。
地方公務員には労働契約法、労働組合法、労働関係調整法、最低賃金法のすべてが適用されない。労働基準法においては労働組合に関する条項が適用されない。

## 勤務形態による区別

### 基幹業務
- 任期の定めのない常勤職員 (フルタイム)
- 任期付職員 (フルタイム/パートタイム)：地方公共団体の一般職の任期付職員の採用に関する法律に規定[2]。
  - 高度の専門的知識経験等を有する者を一定の期間活用することが特に必要な場合、専門的な知識経験を有する者を期間を限って業務に従事させることが必要な場合に、条例で定めるところにより、職員（フルタイム）を選考により任期を定めて採用することができる（5年以内）。（任期付職員法第3条）
  - 一定の期間内に終了することが見込まれる業務に従事する場合、一定の期間内に限り業務量の増加が見込まれる業務に従事する場合等に、条例で定めるところにより、職員（フルタイム/パートタイム）を競争試験又は選考により任期を定めて採用することができる（3年以内、特に必要な場合には5年以内）。（任期付職員法第4条、第5条）
- 再任用職員 (フルタイム/パートタイム)
  - 定年年齢の引き上げに伴い、従来の再任用（フルタイム）は廃止され、定年前再任用短時間勤務職員となる（定年引き上げが完成するまで暫定再任用職員（フルタイム/パートタイム）として存置）。

### 臨時の業務
- 特別職非常勤職員 - 以下すべてを満たす必要がある（地方公務員法3条3項3号）[3]
  1. 専門的な知識経験又は識見を有する者が就く職
  2. 当該知識経験等に基づき非専務的に公務に参画する労働者性の低い職
  3. 助言、調査、診断等を行う職
- 会計年度任用職員（一般職非常勤職員）（地方公務員法第22条の2）
  - フルタイム/パートタイム。[3]
  - 任命権者は、会計年度任用職員の採用又は任期の更新に当たつては、職務の遂行に必要かつ十分な任期を定めるものとし、必要以上に短い任期を定めることにより、採用又は任期の更新を反復して行うことのないよう配慮しなければならない。
- 臨時的任用職員（地方公務員法第22条の3） - 6か月以内。更新は1度のみ。
  - 常時勤務を要する職に欠員を生じた場合に限定され、緊急のとき、臨時の職に関するとき、又は採用候補者名簿がないとき。
  - 主に、教師の欠員によって募集されている。

## 職による区別
地方公務員には一般職と特別職がある。

### 一般職地方公務員
一般職は、特別職に属する職以外の一切の職をいう（地方公務員法第3条第2項）。一般職の職員には、地方公務員法に規定する一般職の職員に関する任用、職階制、給与、勤務時間その他の勤務条件、分限及び懲戒、服務、研修及び勤務成績の評定、福利及び利益の保護並びに職員団体等に関する規定が適用される。
なお、次の職員には地方公務員法以外に特別の法律が設けられている。
- 教育関係職員
  - 教育公務員特例法
  - 地方教育行政の組織及び運営に関する法律
  - 市町村立学校職員給与負担法など
- 警察職員
  - 警察法
- 消防職員
  - 消防組織法
  - 消防団員等公務災害補償等共済基金法
- 企業職員・技能労務職員（単純労務職員）
  - 地方公営企業法
  - 地方公営企業等の労働関係に関する法律
  - 労働組合法
  - 労働関係調整法

### 特別職地方公務員
特別職とは次に掲げる職である（地方公務員法第3条第3項）。法律に特別の定めがある場合を除き、特別職である公務員には地方公務員法は適用されない（地方公務員法第4条第2項）。
- 就任について公選又は地方公共団体の議会の選挙、議決若しくは同意によることを必要とする職（地方公務員法第3条第3項第1号）
  - 例：都道府県知事、特別区区長、市町村長、議会の議員、副知事、副市町村長、行政委員会の委員など
- 地方公営企業の管理者及び企業団の企業長（地方公務員法第3条第3項第1号の2）
- 法令又は条例、地方公共団体の規則若しくは地方公共団体の機関の定める規程により設けられた委員及び委員会（審議会その他これに準ずるものを含む。）の構成員の職で臨時又は非常勤のもの（地方公務員法第3条第3項第2号）
- 臨時又は非常勤の顧問、参与、調査員、嘱託員及びこれらの者に準ずる者の職（専門的な知識経験又は識見を有する者が就く職であつて、当該知識経験又は識見に基づき、助言、調査、診断及び労働関係調整法の規定による斡旋事務を行うものに限る。）（地方公務員法第3条第3項第3号、地方公務員法第三条第三項第三号の総務省令で定める事務等を定める省令第1条）
- 投票管理者、開票管理者、選挙長、選挙分会長、審査分会長、国民投票分会長、投票立会人、開票立会人、選挙立会人、審査分会立会人、国民投票分会立会人その他総務省令で定める者の職（地方公務員法第3条第3項第3号の2）
- 地方公共団体の長、議会の議長その他地方公共団体の機関の長の秘書の職で条例で指定するもの（地方公務員法第3条第3項第4号）
- 非常勤の消防団員及び水防団員の職（地方公務員法第3条第3項第5号）
- 特定地方独立行政法人の役員（地方公務員法第3条第3項第6号）

## 職員の任用（公務員の任命）

### 任用
任用とは、任命権者が特定の人を特定の職につけることである。職員の任用は、地方公務員法の定めるところにより、受験成績、勤務成績その他の能力の実証に基いて行わなければならない。職員の職に欠員を生じた場合においては、任命権者は、採用、昇任、降任又は転任のいずれか一の方法により、職員を任命することができる。 

### 欠格条項
地方公務員法16条の規定により、以下の者は条例で定める場合を除くほか、職員となり、又は競争試験若しくは選考を受けることができない。
1. 禁錮以上の刑に処せられ、その執行を終わるまで又はその執行を受けることがなくなるまでの者
2. 当該地方公共団体において懲戒免職の処分を受け、当該処分の日から2年を経過しない者
3. 人事委員会又は公平委員会の委員の職にあつて、第五章に規定する罪を犯し刑に処せられた者
4. 日本国憲法施行の日以後において、日本国憲法又はその下に成立した政府を暴力で破壊することを主張する政党その他の団体を結成し、又はこれに加入した者

また、上の条項（2.を除く）に該当するに至った時は、条例に特別の定がある場合を除いてその職を失う（28条）。
成年被後見人又は被保佐人を欠格条項とする規定については、採用時に試験や面接等により適格性を判断し、その後、心身の故障等により職務を行うことが難しい場合においても病気休職、分限などの規定が既に整備されていることから、令和元年6月14日に公布された「成年被後見人等の権利の制限に係る措置の適正化等を図るための関係法律の整備に関する法律」によって削除されることとなった。

### 任命権者
職員の採用・昇任･降任・転任・免職・懲戒などの人事権は、法律又はこれに基づく条例・規則・規定に従い、地方公共団体の長のほか、議会の長、行政委員会、代表監査委員、警視総監、道府県警察本部の本部長、消防長、消防団長、地方公営企業の管理者等に与えられている。これらの者を任命権者という。

### 成績主義
成績主義とは、採用、昇任、転任及び降任のすべてがその職員の能力の実証に基づいて行われなければならないという考え方のことである。これは、猟官主義（猟官制・スポイルズシステム）に対立する制度であり、政治的介入や党派的利益を排除し、行政の安定性、能率性を確保することを目的とする。すなわち、成績主義を導入することで、政治と行政を分離し、職員に、中立的な立場から、住民福祉の向上のために全力を挙げることを求め、またそれを可能とする環境を確保しようとしているのである。
なお、成績主義に反して任用を行った者は、3年以下の懲役又は10万円以下の罰金に処される。

### 職員の採用
地方公共団体が職員を採用する場合、それぞれの地方公共団体ごとに競争試験を行う。一般的に区分は上級（大卒程度）、中級（短大卒程度）、初級（高卒程度）に分かれる。区分は地方公共団体により異なり、学歴制限が設けられていることもある。人事委員会が置かれる地方公共団体については人事委員会が、人事委員会を置かない地方公共団体については任命権者が競争試験を行う（⇒公務員試験）。
人事委員会を置く地方公共団体における競争試験による職員の任用については、試験ごとに任用候補者名簿（採用候補者名簿・昇任者候補者名簿）を作成する。任用候補者名簿には、採用試験又は昇任試験において合格点以上を得た者の氏名及び得点がその得点順に記載されている。任用候補者名簿は、人事委員会の議決により確定し、その後は、原則として、いかなる変更又は訂正も行うことはできない。
人事委員会は、作成した任用候補者名簿のうちから任命権者に採用すべき者1人につき高点順の志望者5名を提示し、任命権者はこの中から所要の職員を採用する。

### 職員の選考
職員の採用・昇任については、原則として競争試験によらなければならないが、人事委員会の定める職について人事委員会の承認があった場合に限り例外的に選考が行われる。
選考が行われるのは、
- 選考によって十分適格者が得られる場合
- 競争試験によって適格者を得ることが困難と思われる場合

に限られる。
人事委員会を置かない地方公共団体においては、職員の採用・昇任について、競争試験によるか選考によるかは任命権者にゆだねられている。

## 職員の給与
地方公務員法には、給与に関する基準（給与決定の根本原則）として
1. 職務給の原則
2. 均衡の原則
3. 給与条例主義の原則

が定められている。
1. 職務給の原則
地方公務員法第24条第1項「職員の給与は、その職務と責任に応じるものでなければならない。」において、給与が職員の勤務に対する対価であることを示すとともに、給与は職務と責任に応じて決定されなければならないというものである。
2. 均衡の原則
地方公務員法第24条第3項で地方公務員の給与について「生計費並びに国及び他の地方公共団体の職員並びに民間事業の従事者の給与その他の事情を考慮して定めなければならない。」というものである。
3. 給与条例主義の原則
給与法定主義に基づき、地方自治法第203条第5項及び第204条第3項において、報酬、給料、手当の額並びにその支給方法は条例で定めなければならないと規定するとともに、同法第204条の2において、いかなる給与その他の給付も法律又はこれに基づく条例に基づかずには職員に支給してはならないと定められている。
また、地方公務員法においても、第24条第6項「職員の給与、勤務時間その他勤務条件は条例で定めることとし、これに基づかずにはいかなる金銭又は有価物も職員に支給してはならない」というものである。

### 給与の種類
地方公共団体の職員の給与については、地方自治法では次のように定められている。
- 議会の議員
  - 議員報酬（第203条第1項）
  - 期末手当（第203条第4項）
- 非常勤職員
  - 報酬（第203条の2第1項）
  - 期末手当・勤勉手当（会計年度任用職員のみ、第203条の2第4項）
- 常勤職員
  - 給料（一般でいう基本給）（第204条第1項）
  - 手当（第204条第2項）
    - 扶養手当
    - 地域手当（2006年度より調整手当から代わって支給）
    - 住居手当
    - 初任給調整手当
    - 通勤手当
    - 単身赴任手当
    - 在宅勤務等手当
    - 特殊勤務手当
    - 特地勤務手当（これに準ずる手当を含む。）
    - へき地手当（これに準ずる手当を含む。）
    - 時間外勤務手当
    - 宿日直手当
    - 管理職特別勤務手当
    - 夜間勤務手当
    - 休日勤務手当
    - 管理職手当
    - 期末手当
    - 勤勉手当（いわゆるボーナスとして期末手当とともに支給されるが、基準期間内の勤務日数によって支給率は異なる）
    - 寒冷地手当
    - 特定任期付職員業績手当
    - 任期付研究員業績手当
    - 義務教育等教員特別手当
    - 定時制通信教育手当
    - 産業教育手当
    - 農林漁業普及指導手当
    - 災害派遣手当（武力攻撃災害等派遣手当及び特定新型インフルエンザ等対策派遣手当を含む。）
    - 退職手当

- 地方公営企業法が適用される企業職員については、地方公営企業等の労働関係に関する法律(地公企労法)第7条により、労働協約によって労働条件が取り決められる。
- 技能労務職員（単純労務職員）の労働関係その他身分取扱いは、原則として地方公営企業法の企業職員に関する規定が準用される（地公企労法附則第5条）ため、労働協約によって労働条件が取り決められることとなる。

### 給与の額及び支給方法
報酬、給料、手当の額並びにその支給方法については条例で定めなければならない（地方自治法第203条第4項、第203条の2第5項、第204条第3項）とされている。なお、実際の報酬・給与（=給料＋手当）の額の決定方法、支給方法については給与規則などに定められている。

### 給与の改定
公務員は、団体交渉権、争議権を制限されており、給与を適正に維持する目的から人事委員会が民間の賃金や経済状況を勘案の上、給与の勧告を議会及び地方公共団体の長に対して行う。人事委員会を置かない地方公共団体においては、議会及び長において、地方公務員法第14条に定める情勢適用の原則に従い、国の取扱いや都道府県の勧告等を受けて、具体的な給与改定方針を決定し、人事院会を置く団体、置かない団体のいずれも、議会の議決を経て給与条例を改正する。
人事委員会の給与の勧告は、法的な拘束力はないが、任命権者はほぼその勧告に沿った形で、給与改定を行うことが多い。また、国家公務員の給与に関する人事院勧告は、人事委員会を置かない地方公共団体の長の判断に大きな影響を与える。
なお、地方公務員と国家公務員の給与を比較した指標としてラスパイレス指数があり、総務省、各地方自治体が公表している。

## 職員の服務（義務）
すべて職員は、全体の奉仕者として公共の利益のために勤務し、且つ、職務の遂行に当っては、全力を挙げてこれに専念しなければならない。（地方公務員法第30条） 
以下に述べる服務上の義務規定に違反した場合は、懲戒処分の対象となる。

### 服務の宣誓
職員は、条例の定めるところにより、服務の宣誓をしなければならない。（地方公務員法第31条） ただし、職員の服務上の義務は、任用（採用）によりいわゆる特別権力関係に入ることによって当然に生じるものであり、服務の宣誓をすることによって初めて義務が生ずるわけではない。

### 法令・条例等及び上司の命令に従う義務
職員は、その職務を遂行するに当って、法令、条例、地方公共団体の規則及び地方公共団体の機関の定める規程に従い、かつ、上司の職務上の命令に忠実に従わなければならない。（地方公務員法第32条）
ここでいう上司とは、職務の遂行についてその職員を指揮監督する権限を有する者をいう。

#### 職務上の命令
職務上の命令とは、上司から、指揮監督下にある職員に対して発せられる命令をいう。その内容は、職務の執行についての他、職務の執行に関連した合理的な範囲内で必要となる身分上の義務（例えば、制服等の着用や、過度の飲酒を差し控えることなど）を含む。
職務命令が有効に成立するためには、次の要件を満たしている必要がある。
- 権限ある上司から発せられる命令であること
- 上司の職務権限内の事項であること
- 実行可能な内容であること

職務命令に重大かつ明白な瑕疵がある場合は、無効であるから従う必要はない。ただし、当該命令が無効であるか否かは、客観的な認定によるべきものであり、部下が上司の職務命令について実質的な審査権を持つとまではいえないものと解される。また、当該職務命令を無効であると判断した職員は、その判断した結果について責任を負わなければならない。

### 信用失墜行為の禁止
職員は、その職の信用を傷つけ、又は職員の職全体の不名誉となるような行為をしてはならない。（地方公務員法第33条）
職務の遂行に直接関係がある行為のみならず、職務に直接は関係のない行為であっても、それが「その職の信用を傷つけ、又は職員の職全体の不名誉となる」ものであれば、勤務時・勤務外に関わらず、ここでいう信用失墜行為にあたる。なお、具体的にどのような行為が信用失墜行為にあたるかは、一般的な基準を立てることは困難であり、社会通念に基づいて個別具体的に判断されることとなる。

### 守秘義務
職員は、職務上知り得た秘密を漏らしてはならない。その職を退いた後も、また、同様とする。（地方公務員法第34条第1項）秘密を漏らすとは、秘密事項を文書で表示すること、口頭で伝達することをはじめ、秘密事項の漏洩を黙認する不作為も含まれる。
法令による証人、鑑定人等となり、職務上の秘密に属する事項を発表する場合においては、任命権者（退職者については、その退職した職又はこれに相当する職に係る任命権者）の許可を受けなければならない。この許可は、法律に特別の定がある場合を除く外、拒むことができない。（同法第34条第2項、第3項）

#### 罰則
守秘義務に違反して秘密を漏らした者は、1年以下の懲役又は3万円以下の罰金に処する。（同法第60条第2項）
すなわち、この義務に違反することは公共又は個人の利益を直接に侵害するため、行政庁内部の処分（懲戒処分）のみならず、刑事罰の規定を設けることによってその利益を保護しているのである。

#### 「秘密」とは
ここでいう「秘密」とは、一般的に了知されていない事実であって、それを一般に了知せしめることが一定の利益の侵害になると客観的に考えられるものをいう。法律上の「秘密」に該当するか否かは、公的・私的を問わず、それが客観的にみて秘密に該当する「実質的秘密」でなければならない。
- 「職務上知り得た秘密」とは、職員が職務遂行上知り得た秘密をいう。

自らの担当外の事項であっても、これに含まれる。ただし、職務に何ら関係なく、偶然に見聞したに過ぎないものはこれに含まれない。
- 「職務上の秘密」とは、当該職員の職務上の所掌に属する秘密をいう。

したがって、「職務上知り得た秘密」であって「職務上の秘密」でないものについては、証人、鑑定人等となった場合において、同法第34条第2項にいう任命権者の許可を要しないこととなる。これは、職員が職務に関係のない一私人として証言、鑑定等を行う場合であっても同様である。

### 職務専念義務
職員は、法律又は条例に特別の定がある場合を除く外、その勤務時間及び職務上の注意力のすべてをその職責遂行のために用い、当該地方公共団体がなすべき責を有する職務にのみ従事しなければならない。（地方公務員法第35条）

### 営利企業等の従事制限
地方公務員法・第38条

第一項

職員は，任命権者の許可を受けなければ，営利を目的とする私企業を営むことを目的とする会社その他の団体の役員その他人事委員会規則（人事委員会を置かない地方公共団体においては，地方公共団体の規則）で定める地位を兼ね，若しくは自ら営利を目的とする私企業を営み，又は報酬を得ていかなる事業若しくは事務にも従事してはならない。

第二項

人事委員会は，人事委員会規則により前項の場合における任命権者の許可の基準を定めることができる。

営利企業等の従事制限は、身分上の義務であることから、勤務時間の内外を問わず、また休職中であっても適用がある。
これは、職員の職務専念義務を全うし、かつ職員が営利企業などに従事することによって行政に対する不信が生ずるのを防ぐためのものである。

なお、講演料や原稿料を得て講演や原稿作成を行う場合や、職員が寺院の住職の職を兼ね法要を営む際などに御布施を受けている場合、これら講演料・原稿料・御布施は労働の対価としての「報酬」とは考えられないため、任命権者の許可を必要としないと解されている。
また、農業協同組合や水産業協同組合等は、実質的には営利活動を行っているが、それぞれ農業協同組合法、水産業協同組合法等の特別法により非営利法人とされているので、法第38条の営利企業等に当たらないと解されている。したがって、これら営利を目的としない団体の役員になることについて任命権者の許可は必要とされていないが、役員として報酬を得ることについては任命権者の許可が必要となる。